# 原シナイ文字
原シナイ文字（げんシナイもじ）は、シナイ半島のサラービート・アル＝ハーディム (アラビア語: سرابت الخادم Sarābīṭ l-ḫādim) で発見された、青銅器時代中期 (紀元前2000年-紀元前1500年) の年代と推定される少数の刻文に使われている文字を指す。
最古の「原シナイ文字」刻文は、早くて紀元前19世紀、遅くて紀元前16世紀のものと推定される。「主な議論は早い時期である1850BCごろか、遅い時期である1550BCごろかで争われている。どちらの時期をとるかによって、原シナイ文字と原カナン文字のどちらが古いか、そこからの帰結として音素文字がエジプトとパレスチナのどちらで生まれたかが決定される」。青銅器時代の「原シナイ文字」およびさまざまの「原カナン文字」の刻文資料はわずかな量のものしか存在しない。青銅器時代が崩壊し、レヴァント地方に新しいセム系の王朝が勃興して、はじめて鉄器時代のフェニキア文字の直接の祖先である「原カナン文字」（ビブロス刻文）が現れる。
いわゆる「原シナイ文字」は、1904年から1905年にかけての冬にシナイ半島でフリンダーズ・ピートリー夫妻が発見した。これに加えて、紀元前17世紀から15世紀のものとされるさまざまな短い「原カナン文字」刻文がカナンで発見された。より新しくは、1999年にen:John Darnellとen:Deborah Darnellが中エジプトでいわゆるワディ・エル・ホル文字（ワディエルホルもじ、英語：Wadi el-Hol script）を発見した。紀元前19世紀から紀元前18世紀頃のものと推定される。

## 石刻資料

### サラービート刻文
原シナイ文字は、シナイのサラービート・アル＝ハーディム (アラビア語: سرابيط الخادم Sarābīṭ l-ḫādim) と呼ばれる山と、その地にあるエジプトのハトホル女神の寺院で発見された落書きと奉納文によって有名である。サラービート山はトルコ石を産し、800年にわたって繰り返し採掘が行われた。こういった採掘坑の労働者や役人はナイル川デルタの出身で、その中にはデルタの東部に住むことを許された大勢のカナン人（後期青銅器時代のカナン語の祖にあたる北西セム語を話していたと推定されている）が含まれていた。
トルコ石鉱山の中および近辺、およびハトホル神殿に通じる道で発見された岩石を引っかいて作られた刻文はヒエラティックまたはヒエログリフで書かれているものが多いが、そのうち40ほどがいわゆる原シナイ文字で書かれている。
刻文の時代は通常紀元前17世紀から紀元前16世紀の間と考えられている。
4つの刻文は寺院の中の2つの人物像と小さな石でできたスフィンクスの両側に書かれている。乱雑に書かれており、これを書いた労働者が文盲であった可能性を示唆する。
1916年にガーディナーはこの記号を音素文字であると仮定して、刻文のなかの文字列を לבעלת l bʿlt (女神へ）と読んだ（baʿalat〔バアラト。女神〕はハトホルの称号で、セム系の神の称号であるbaʿal〔バアル。主、神〕の女性形)である）。
石のスフィンクスに書かれたものは二言語の碑文であり、エジプト語の方は「トルコ石の主であるハトホル神の最愛の者」と読める。ガーディナーによると、原シナイ語の方は mʿhbʿl と読み、bʿlt の最後の t が欠けたものと見て、「女神の最愛の者」と読まれる。

### 原カナン文字刻文
カナン地方自身からは、紀元前17世紀以降の2・3の刻文しか見つかっていない。いずれも非常に短く、大部分は数文字からなる。おそらくカナンの隊商か、あるいはエジプトの兵士によって書かれたかもしれない。これらの文字を原カナン文字と呼ぶこともあるが、「原カナン文字」という語は初期のフェニキア・ヘブライ語碑文についても用いられる。

### ワディ・エル・ホル刻文
ワディ・エル・ホル (アラビア語:  وادي الهول, wādī al-haul) の碑文はやはり石に書かれたもので、高地砂漠を通じてテーベとアビドスを結ぶ古代の軍用・商用路ぞいの、ナイル河のキナー河曲にあるワジ (涸れ谷) で見つかった (北緯25度57分 東経32度25分 / 北緯25.950度 東経32.417度付近)。2つの碑文が知られている。この文字体系の字形は原シナイ文字に極めて似通っているが、より古く、また文字が使用されていたエジプトの中心部のはるかに南である。字形やその向きは、紀元前2000年、第1中間期の頃のヒエラティックの落書きにたいへんよく一致する。ハーバード大学のen:Frank M. Crossは、この碑文を「明らかに最古の音素文字」であり、後のセム系文字とも十分に似通っている、と考え、「これは音素文字の単源的な発展のうちに位置付けられる」と結論づけている。
en:Brian Collessは、ワディ・エル・ホル文字はその起源となったヒエラティックの表語的性質をいくらか保持した「原始音素文字」であったと考える。たとえば、(オルブライトに倣って) ある字形 נ は現代ラテン文字の N の祖であり、エジプト語の「蛇」の字形を借用したと考える (実際には、ヒエログリフの「蛇」の文字から借用したいくつかの変種があったと考える)。すると、字の呼び名はカナン語の「蛇」、すなわち naħaš となる。これは頭音法によって音素 /n/ に用いることができたばかりか、naħaš (蛇) という語の表語文字にも用いることができ、さらには、複数子音の判じ絵にも用いることができたという。たとえば、 ת T taw という字を付けて נת NT のようにし、nħšt (銅) を表す。
一部の子音は、複数の字形を持っていたようである。これはひとつには、複数の字形が同じ呼び名の字を表し得た (「蛇」、「毒蛇」その他の蛇の字形が N「蛇」になるというように) ためで、またひとつには、カナン語で同音異義語やそれに近いもの同士であった (「魚」と「背骨/支える」がともにカナン語では samk で S になるというように) ためである。現存するレバンテ順の文字資料以前に失われてしまった字もあることだろう。
碑文1 (写真、模写) は16文字、碑文2 (写真、模写) は12文字から成る。2つの碑文の読みを、en:Stefan Wimmerとen:Samaher Wimmerによる翻字で示す。角括弧内にCollessによる別の翻字を示し、見解の相違があるものは太字とする。
 r ħ m ʿ [ʔ] h2 m p w h1 w m w q b r ← [右から左へ読む]
[r x m p [ʔ] h2 θ g n h1 n m n w b r]
 l [ʔ] š p t w ʿ h2 r t š m ← [右上から左下へ読む]
[l [ʔ] š g t n ʿ h2 r t š m]
H1 は「祝賀」[ガーディナー分類で A28] の形に作り、一方 h2 は「小児」 [同 A17] もしくは「舞踊」 [同 A32] の形に作る。後者であるとすれば、h1 と h2 は字形上の異体である。
| A28 | A17 | A32 |

若干の研究者は、碑文1の最初の רב rb は rebbe (長。ラビと同語源) であろうとの見解で一致している。また、碑文2の最後の אל ’l はエール「神」であろうとの見解で一致している。

## アルファベットの起源か
この文字体系は、字形がエジプト語のヒエラティック (エジプトヒエログリフの簡略体) に似通っている。1950年代から60年代にかけては、オルブライトによる原シナイ文字の解釈を論拠に、カナンの文字体系がヒエラティックから派生したことを示しているとする説が一般的だった。碑文の言語はセム語であり、その文字体系は原型をヒエラティックに持ちセム系文字の祖となったもので、文字体系自体は頭音法による表音文字 (より厳密に言うと、単子音文字あるいはアブジャドと呼ばれるもの) である、という見解が、広く受け容れられた。「バアラト」(baʿalat。女神) という語からも、言語がセム系であることは確からしく思われた。しかしこの推定には、解読にそれ以上の進展が見られていないことから疑問が投げかけられている。また、ヒエラティックが原型であるとする主張は、いまのところ単なる推論でしかない。
エジプト語のヒエラティックは基本的に表語的な文字体系であったが、加えて判じ絵と頭音法の原理を用いた。遅くとも紀元前2700年には、一子音文字の完全なセットをそなえていた。つまり、ヒエログリフ系の文字体系はその中に表音的なサブセットを持っていた。しかし、エジプト語や古シュメール語などの表語的な文字体系は、たとえ習得においては多大な時間を要したにしても、読解においては表音文字体系より優れていることは明らかだった。教養あるエジプト人が、自身の文字体系を捨てて純粋な表音文字体系に乗り換えるはずもなかった。音素的な (アルファベットのような) 文字体系を用いるのは、ほとんど異邦人の名を音写するときだけだった。
ところが、紀元前22世紀から20世紀の間に、中央集権体制が崩れた。John Darnellが発見したベビという名のエジプト人 (アジア人部隊の将軍) による当時の資料からは、次のことが読み取れる。
分断された領土を再統合するにあたり、ファラオは、エジプト外から参じて内戦を戦っていた流浪の傭兵隊を平らげて配下におさめようと企てた。エジプトは典型的な官僚制社会であったから、ベビの司令部の下にかような「アジア人」を監督する軍人書記官の小部隊を置くこととなるのは、自然の成り行きであった。発明の才ある書記官たちは、捕虜たちが名前や基本情報を綴れるようにするため、習得容易なある種のエジプト風速記法を考案したのであろう。
要するに、それは兵士や商人による、間に合わせの発明品であった。彼らは、エジプト語の語の字形とそれに対するセム語の語の頭音を関連づけるという頭音法により、セム語の文字体系を発達させたのだと推定される。ちょうど、数字の1、2、3…が、インド世界からアラブ世界を経てヨーロッパ世界へと伝わる際に、字形は保たれながら文字の呼び名が変わったように、文字体系がエジプト人からセム人へと伝わる際に、字の呼び名が翻訳された。「家」を表すヒエラティックの字形はエジプト語では pr と呼ばれたが、カナン語では bayt と呼ばれたので、この字形は /pr/ ではなく /b/ を表すことになった。「家」だけでなく多くの字は、エジプト語の一子音文字ではなかった。セム語表音文字はエジプト語の一子音文字体系の借用ではなく、ヒエラティック全体からの借用なのである。実際、一部の文字 (たとえば ה H) はヒエラティックの限定符 (義符) であったと思われ、だとすればエジプト語では音価を持たなかった。

## エジプト語の原型
ここではCollessによる再建のみを示す。オルブライトによるエジプト語の原型の同定については原カナン文字を参照。さらに、フェニキア文字の項目にも翻訳がある。
これらの文字体系での文字の順序はわかっていない。便宜的に、ラテン文字と同様の古代レバンテ順で配列してある。だが、青銅器時代後期には南セム文字の順序 h l ħ m q w š r t s k n x b ... も見られ、これはレバンテ順と同じくらい古いものかもしれない (ウガリト文字参照)。エジプト語で文字の順序が決まっていたかどうかはわからないが、少なくともあるエジプト語の辞書では南セム文字の順序と同様 h から始まっている。というのは、最初の語が鴇(トキ) (文字を司るトート (dħwty) の化身) で、これはエジプト語では h で始まる (ギリシア語形では hībis となる) からである。
後のレバント順では区別がなくなったり混同されたりしたものもある。たとえば、ギリシア文字 Η は ħasir の字の形を引き継いでいるが、その呼び名「イータ」はよく似た摩擦音 xayt から借用したと思われる。どうやら、このふたつの字はレバント文字の時代までに混同されてしまったようである。同様に、θad は後の文字体系で šimš に置き換わったようである。Collessはまた、一部の音素について複数の字を再建している。たとえば samek Ξ である。「魚」の字と「支える/背骨」の字のどちらにでも使えるが、ひとつの文字資料に同時に現れることはない。字形上の異体が明瞭に認められる場合もある。šimš (太陽) はウラエウスで表すが、太陽円盤があるとは限らない。また、naħaš (蛇) は、ここに挙げたもののほかにもいろいろな蛇のヒエログリフで表すことがある。古代エジプトにおいて蛇は王権の象徴であり、神聖視されていた為であろう。
音素文字に対するエジプト語の原型の提案にはすべて、議論の余地があることに注意。たとえば、ヒエログリフの djet (蛇) に似た原シナイ文字の字形をここでは נ Ν の字と同定しており、これはガーディナー以来ずっとそうなのだが、エチオピア文字 (ゲエズ語などの文字体系) による呼び名が naħaš (ヘブライ語の「蛇」に一致) となることによる。ゲエズ語ではこの呼び名は「真鍮」を意味し、「蛇」にはならない。なお、en:Peter T. Danielsは「現代エチオピア文字の呼び名の年代は決して16世紀より遡ることはなく、原シナイ文字の検証に利用するには不適切である」と指摘している。
| F1 |

| F1 |

| O1 |

| O1 |

| T14 |

| T14 |

| V28 |

| V28 |

| O31 |

| O31 |

| A28 |

| A28 |

| A17 |

| A17 |

| O6 |

| O6 |

| F35 |

| F35 |

| D36 |

| D36 |

| D46 |

| D46 |

| N6 |

| N6 |

| S39 |

| S39 |

| N35 |

| N35 |

| D13 |

| D13 |

| I10 |

| I10 |

| R11 |

| R11 |

| K1 |

| K1 |

| D4 |

| D4 |

| D21 |

| D21 |

| V33 |

| V33 |

| V24 |

| V24 |

| D1 |

| D1 |

### ニュース記事
- The Glittering Eye (ブログ)、2004年8月 (英語)
- Yale Alumni Magazine - ワディ・エル・ホル文字の記事、2000年12月 (英語)
- Archeology - ワディ・エル・ホル文字の記事、2000年1月 (英語)
- New York Times - ワディ・エル・ホル文字の記事、1999年11月 (英語)
- BBC - ワディ・エル・ホル文字の記事、1999年11月 (英語)